# 5363 Kupka
5363 Kupka (1979 UQ) là một tiểu hành tinh vành đai chính được phát hiện ngày 19 tháng 10 năm 1979 bởi A. Mrkos ở Klet.